# NGC 1121
NGC 1121 est une galaxie lenticulaire située dans la constellation de l'Éridan. NGC 1121 a été découverte par l'astronome américain Lewis Swift en 1884.

## Caractéristiques
Sa vitesse par rapport au fond diffus cosmologique est de 2 347 ± 16 km/s, ce qui correspond à une distance de Hubble de 34,6 ± 2,4 Mpc (∼113 millions d'al).
En raison d'une brillance de surface égale à 11,79  mag/am2, on peut qualifier NGC 1121 de galaxie présentant une brillance de surface élevée.

## Paire de galaxies
Les galaxies NGC 1121 et NGC 1090 et  sont dans la même région du ciel et selon l'étude réalisée par Abraham Mahtessian, elles forment une paire de galaxies.